# Gerrit Voorting
Gerardus "Gerrit" Petrus Voorting (18 de janeiro de 1923 — 30 de janeiro de 2015) foi um ciclista holandês, ativo entre 1947 e 1960.

## Carreira
Voorting conquistou a medalha de prata na prova de estrada individual dos Jogos Olímpicos de 1948 em Londres, Reino Unido. Era o irmão mais velho do ciclista olímpico Adrie Voorting. Em sua carreira profissional, Voorting venceu duas etapas do Tour de France e vestiu a camisa amarela por quatro dias. Voorting faleceu em sua casa em Heemskerk, no dia 30 de janeiro de 2015, aos 92 anos de idade.

## Palmarès
1948
Medalha de prata na prova de estrada dos Jogos Olímpicos
1952
Den Bosch
6ª etapa da Volta aos Países Baixos
Terneuzen
1953
Machelen
Tour de France 1953:
Vencedor da 4ª etapa
1954
Acht van Chaam
Vlissingen
1955
Maastricht
Zandvoort
1956
Kampen
 Campeonato Nacional, Pista, 50 km
Oostende
Tour de France 1958:
Vestindo a camisa amarela por um dia
1957
Made
Volta aos Países Baixos:
Vencedor das etapas 7 e 8
Roosendaal
1958
Grote 1-Mei Prijs
Lummen
Ninove
Volta aos Países Baixos:
Vencedor da 2ª etapa
Tour de France 1958:
Vencedor da 2ª etapa
Vestindo a camisa amarela por três dias
1959
Made
Ninove
Roosendaal